# Доброгаєв Сергій Мартиніянович
Сергій Мартиніянович Доброгаєв (* 2 липня 1872, Стародуб, Чернігівська губернія, тепер Брянська область, РФ — † 4 квітня 1952) — засновник української та російської логопедії, фізіолог. Із священицького роду Стародубського полку Гетьманщини, родич церковних діячів Чернігівщини Михайла Доброгаєва та отця Костянтина Доброгаєва.
Особистий логопед російського політика Владіміра Леніна. Листувався з фізіологом Олексієм Ухтомським, режисером Сергієм Ейзенштейном.

## Біографія
З 1909 жив у Санкт-Петербурзі. Доктор медицини (1922). Брав участь у лікуванні лідера російських комуністів Владіміра Леніна як лікар-логопед. Після цього влада СРСР всіляко сприяла кар'єрі Доброгаєва. На прикладі історії хвороби російського вождя намагався класифікувати мовленнєві дефектів, прив'язавши їх до причин виникнення.
Організатор лабораторії фізіології, патофізіології мовлення, логотерапії та логопедії АН СССР у період 1932-1948 у Ленінграді. Професор Ленінградського інституту філософії, лінгвістики та історії (1928–1935), Воєнно-медичної академії (1937).
Крім того, пристрасний бібліофіл.

## Основні праці
- Физиологический и социальный элементы в учении о речи человека / РАНИОН НИИ сравнит., истории лит. и яз. Запада и Востока. Л., 1929
- Звукопроизносительная речь нормально слышащих и кинетическая речевая коммуникация глухонемых // Язык и мышление: Сб. ст. / АН СССР. Ин-т языка и мышления. Л., 1934
- Конспект курсов физиологии речи, патофизиологии речи и логотерапии / ЛГПИ. Л., 1934
- Речевые рефлексы: тр. Лаб. физиологии речи АН СССР / С. М. Доброгаев.- М.: Изд- во АН СССР, 1947.